# Jacek Janowicz
Jacek Janowicz (ur. 13 lutego 1971 w Sokółce) – polski artysta kabaretowy, dziennikarz, literat i kompozytor muzyki rozrywkowej.

## Życie i działalność
Jest dyplomowanym dziennikarzem. Po studiach spędził rok na Syberii pracując jako misjonarz i organista. Po powrocie do Polski założył w 1997 roku w Białymstoku Kabaret Widelec, którego jest autorem większości tekstów i muzyki do jego repertuaru. Wraz z Kabaretem Widelec odniósł liczne sukcesy – zdobył m.in. I nagrodę podczas XXIV przeglądu PaKA, a także kilkakrotnie uzyskiwał główne nagrody podczas Ostrołęckich Spotkań z Piosenką Kabaretową.
Jest aktywny również jako animator białostockiego środowiska kabaretowego, gdzie był pomysłodawcą i współorganizatorem Ligi Kabaretów Białostockiej Pustyni Kabaretowej rozgrywanej w latach 2002–2012.
Jako twórca kabaretowy, Janowicz jest również laureatem wyróżnień za teksty i kompozycje kabaretowe w tym plebiscytu „Złote Klucze” w dziedzinie kultury z 2001 roku organizowanym przez „Kurier Poranny”, oraz trzykrotnym finalistą Ogólnopolskiego Turnieju Łgarzy w Bogatyni, gdzie zajmował miejsca 2, 3 i 5.
Jego piosenka „Nie mam szczęścia” wykonywana przez Barbarę Maj gościła przez 37 tygodni na liście przebojów polonijnego Radia Rytm w Nowym Jorku, utrzymując się przez 9 tygodni na pierwszym miejscu tej listy.
Po za działalnością kabaretową i literacką, Janowicz aktywnie uprawiał biegi, piłkę nożną i jazdę na rowerze osiągając w tych dziedzinach również sukcesy – m.in. plasował się w czołówce Pucharu Polski w Ekstremalnych Biegach na Orientację. W 2004 przebiegł po plaży ze Świnoujścia na Hel w ciągu 6 dni pokonując trasę ponad 500 km, a o jego wyczynie informowała wówczas „Gazeta Wyborcza”.